# Xylopia uniflora
Xylopia uniflora är en kirimojaväxtart som beskrevs av Robert Elias Fries. Xylopia uniflora ingår i släktet Xylopia och familjen kirimojaväxter. Inga underarter finns listade i Catalogue of Life.